# Paraeumigus escalerai
Paraeumigus escalerai är en insektsart som först beskrevs av Bolívar, I. 1912.  Paraeumigus escalerai ingår i släktet Paraeumigus och familjen Pamphagidae. Inga underarter finns listade i Catalogue of Life.